# Edward Channing
Edward Perkins Channing, född den 15 juni 1856, död den 7 januari 1931, var en amerikansk historiker. Han var son till poeten William Ellery Channing.
Channing blev 1887 professor i historia vid Harvard University. Hans främsta arbete är History of the United States (6 band, 1905–1925).